# Социалистическа работническа федерация
Социалистическата работническа федерация (на ладино: Federacion socialista laboradera) е политическа партия в Османската империя, създадена в 1909 година в Солун от група работници с различен етнически произход. Лидер на партията става Аврам Бенароя, който е и сред основателите на федерацията.
Орган на Социалистическата работническа федерация са последователно ладинските вестници „Работнически вестник“, „Солидаридад Оврадера“, „Мюджаделе“ и „Аванти“.

## История
Аврам Бенароя, евреин от България, изиграва водеща роля в създаването на предимно еврейската организация през май – юни 1909 година в Солун. Негови основни сподвижници са сефарадски евреи, както и българите Ангел Томов и Димитър Влахов. Сред основателите на федерацията са също така Алберто Ардити, Самуил Амон, Димитрис Михалис, Сали бен Абди, Мехмед Назъми, Истириос Никопулос и Жак Вентура.
Организацията приема това име по модела на Социалдемократическата партия на Австрия. Социалистическата работническа федерация се възприема като федерация, в която има отделни секции, представляващи основните етнически групи в Солун: евреи, българи, турци и гърци. Първоначално публикува печатните си издания на тези четири езика, но на практика на гръцки и турски се публикува съвсем малко или съвсем нищо.
За разлика от други партии, Социалистическата работническа федерация е разрешена от османските власти. Видният член на федерацията Димитър Влахов е депутат в Османския парламент, който е доминиран от Комитета за единство и прогрес до 1912 година. Членовете на федерацията първоначално поддържат младотурците, а Бенароя участва в Похода към Цариград и помага в овладяването на контрапреврата от 1909 година, насочен срещу Хуриета. Усетили нарастващото влияние на Социалистическата работническа федерация, Комитетът за единство и прогрес впоследствие започва репресии над членове на федерацията, по времето на които вкарват Бенароя в затвора.
В 1910 Социалистическата работническа федерация е вече съставена от 14 синдиката, а в 1912 е в състояние да мобилизира 8000 работници в различни си демонстрации. Федерацията е мултиетнична и мултирелигиозна организация, чиято основна сила са еврейските тютюневи работници. Някои работници, предимно българи, обаче смятат, че федерацията е повече инструмент в ръцете на младотурците и не представлява наистина работниците.
Социалистическата работническа федерация защитава ладинския език от ционистите, които налагат иврит, и от Световния еврейски съюз, който налага френски език.